# Avro York
Pour les articles homonymes, voir York.
Dimensions
L'Avro 685 York est un avion de ligne quadrimoteur britannique des années 1940/1950.

## Conception
Le développement de l'Avro 685 York débuta en 1941 sous la désignation « Type 685 » sous la direction de Roy Chadwick. Avro espérait vendre cet avion à la RAF ainsi qu'à divers opérateurs civils après la guerre. L'avion était largement dérivé de l'Avro Lancaster, dont il reprenait les ailes, le train et la dérive. 
Le prototype (LV626) fut assemblé par le département expérimental de l'aéroport de Ringway (Manchester) et décolla pour la première fois le 5 juillet 1942. Il avait initialement été prévu le montage d'une dérive double, mais l'augmentation de volume du fuselage nécessita d'adopter une solution à trois dérives pour garantir un contrôle en lacet satisfaisant. Les premiers Avro York furent construits à Ringway, puis à Yeadon (Leeds) et Woodford (Cheshire).
Une machine fut assemblée dans les usines Victory Aircraft au Canada, mais aucune commande ne s'ensuivit. La construction d'une trentaine d'avions avait été prévue et finalement, ce ne sont que des pièces détachées pour cinq machines qui furent construites. Il ne fut finalement assemblé au Canada qu'un unique avion, alors que la guerre touchait à sa fin.

## Service opérationnel

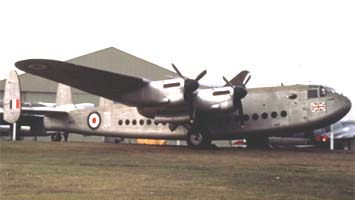
Un York de la RAF.

Le premier York civil (G-AGJA) fut livré à la compagnie British Overseas Airways Corporation (BOAC) en 1944.
Un des prototypes fut converti en lieu de conférence pour Winston Churchill. Cet avion, baptisé « Ascalon » est celui qui emmena Churchill à la conférence de Yalta en 1945. D'autres York servirent notamment à Lord Mountbatten alors vice-roi des Indes, au duc de Gloucester alors qu'il était gouverneur général pour l'Australie (MW104 « Endeavour » - le seul York utilisé par les forces aériennes australiennes) et au leader sud-africain Jan Smuts. Au sein du Transport Command de la RAF, il fut utilisé sur la route des Indes.
Le total des commandes atteint 50 machines civiles plus 208 versions militaires livrées à la RAF dont un grand nombre fut par la suite exploité par des opérateurs civils. Lors du pont aérien sur Berlin, le York accomplit plus de 58 000 missions, ce qui représente presque la moitié de la contribution anglaise, les autres vols étant assurés principalement par des C-47 et des Handley Page Hastings.
Dans les années d'après-guerre, la BOAC utilisa des York sur la ligne Le Caire – Durban, anciennement opérée par les hydravions Shorts. L'avion fut aussi utilisé par la British South American Airways ainsi que plein d'opérateurs privés ou pour le transport de fret.
Lorsque le système d'alerte avancé (ligne DEW - Distant Early Warning Line) fut implanté au Canada vers la fin des années 1950, l'Avro York fut utilisé comme transport de fret par Associated Airways. Au moins un de ces avions (CF-HAS) fut conservé et remplit toutes sortes de missions jusqu'en 1961.

## Variantes
- York Mk I : Transport civil.
- York C.Mk I : Transport militaire utilise par la RAF.
- York C.Mk II : Une machine équipée de 4 moteurs en étoile Bristol Hercules XVI.

## Utilisateurs

### Opérateurs civils
- Aden Airways (en)
- Aerolíneas Argentinas
- Air Charter Limited (en)
- Air Liban
- Arctic Wings (Canada)
- Associated Airways (Canada)
- BOAC
- British South American Airways (de)
- Dan-Air (en)
- Eagle Aviation
- Flota Aérea Mercante Argentina (de)
- Hunting-Clan Air Transport) (en)
- Maritime Central Airways
- Middle East Airlines
- Pacific Western Airlines
- Persian Air Services
- Scottish Airlines (en)
- Skyways
- South African Airways
- Spartan Air Services (Canada)
- Surrey Flying Services
- Trans Mediterranean Airways
- Transair (Canada) (en)
- Tropic Airways (South Africa)

### Opérateurs militaires
- Afrique du Sud
  - South African Air Force
- Australie
  - Royal Australian Air Force
- France
- Royaume-Uni
  - Royal Air Force